# 切倫科夫望遠鏡陣列
切倫科夫望遠鏡陣列（Cherenkov Telescope Array Observatory）是一個跨國計畫，旨在建造新一代地面伽馬射線儀器，能量範圍從幾十GeV到約300TeV。切倫科夫望遠鏡陣列計畫擬建為開放式天文台，由兩組大氣成像切倫科夫望遠鏡陣列組成。第一組位於北半球的西班牙拉帕爾馬島，重點研究能量較低的河外天體；第二組位於南半球的智利阿塔卡馬沙漠，將涵蓋整個能量範圍，並專注於研究星系源。切倫科夫望遠鏡陣列不僅限於高能天文物理學，還涉及宇宙學和基礎物理學。
基於當前一代地面伽馬射線探測器（MAGIC、HESS和VERITAS）的技術，切倫科夫望遠鏡陣列的靈敏度將提高十倍，並在探測高能量伽馬射線方面擁有前所未有的精度。目前的伽馬射線望遠鏡陣列最多可容納五台獨立的望遠鏡，但切倫科夫望遠鏡陣列旨在探測更大區域和更寬視野範圍內的伽馬射線，其在南北半球擁有超過60台望遠鏡。
2025年1月，切倫科夫望遠鏡陣列由歐盟委員會成立，成為歐洲研究基礎設施聯盟 (ERIC)。